# Guastatoya
Guastatoya is een stad en gemeente in Guatemala en is de hoofdplaats van het departement El Progreso.
Guastatoya telt 25.000 inwoners.